# مایکل گیلبرت
مایکل فرانسیس گیلبرت (انگلیسی: Michael Francis Gilbert؛ ‏ ۱۷ ژوئیهٔ ۱۹۱۲ – ۸ فوریهٔ ۲۰۰۶) وکیل و مؤلف داستان‌های جنایی اهل بریتانیا بود.
مایکل دانش‌آموختهٔ رشتهٔ حقوق در دانشگاه لندن بود و خدمت سربازی را طی جنگ جهانی دوم در شمال آفریقا و ایتالیا گذراند. وی در سال ۱۹۴۳ به اسرات نیروهای ایتالیایی درآمد و به کمپی در پارما منتقل شد. پس از مدتی به همراه یک سرباز اسید دیگر به نام «تام دیویس» از کمپ گریخته و مسافتی در حدود ۸۰۰ کیلومتر (۵۰۰ مایل) را به سمت جنوب پیمودند تا به نیروهای متفقین جنگ جهانی دوم رسیدند.
او همچنین برندهٔ جوایزی همچون فرمانده والا مقام امپراتوری بریتانیا و جایزه ادگار شده‌است.